# Kalat al-Bahrajn
Kalat al-Bahrajn (arab. ‏قلعة البحرين‎) – stanowisko archeologiczne położone w Muhafazacie al-Asima, w północnym Bahrajnie, nad Zatoką Perską, będące typowym tellem świadczącym o nieprzerwanej obecności człowieka na tych terenach od ok. 2300 roku p.n.e. aż do XVI wieku n.e.
W 2005 roku podczas odbywającej się w Durbanie 29. sesji Komitetu Światowego Dziedzictwa stanowisko zostało wpisane na listę światowego dziedzictwa UNESCO.

## Charakterystyka

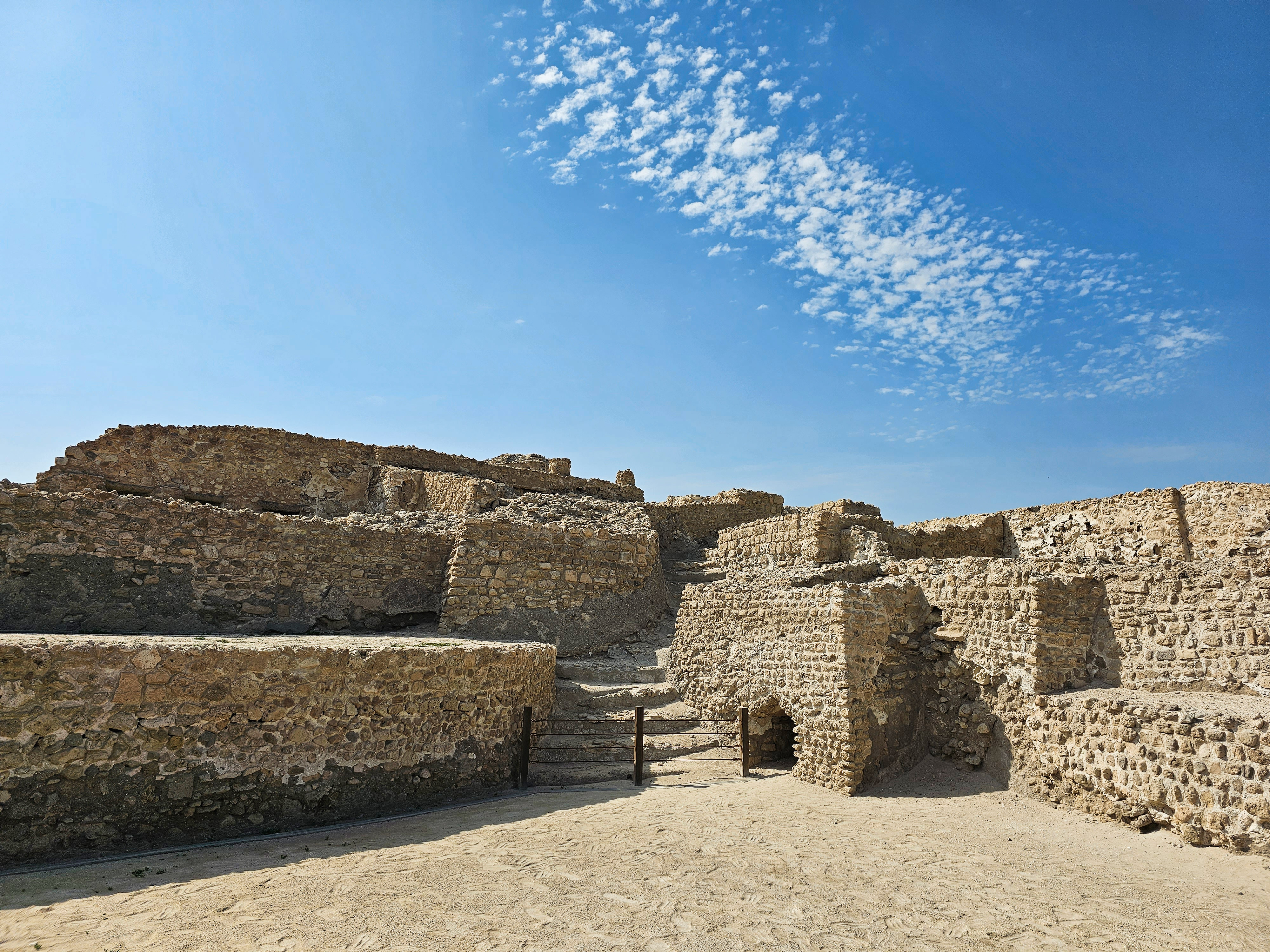
Kalat al-Bahrajn (2023)

Kalat al-Bahrajn jest największym znanym na terenie Bahrajnu tellem, czyli kopcem powstałym w wyniku wielowiekowego nakładania się kolejnych warstw ludzkiej bytności. Ma on wymiary 300 × 600 m, a do 2014 roku odsłonięte zostało ok. 25% wzniesienia ze strukturami mieszkalnymi, publicznymi, handlowymi, religijnymi oraz wojskowymi świadczącymi o znaczeniu tego miejsca jako portu sprawującego kontrolę nad handlem na wodach Zatoki Perskiej. Tell liczy 12 m wysokości, a na jego szczycie znajduje się fort z czasów kolonizacji portugalskiej.
Kalat al-Bahrajn było stolicą Dilmunu, jednej z najważniejszych starożytnych cywilizacji Bliskiego Wschodu – znanej do czasu odkrycia w 1954 roku bahrajńskiego stanowiska jedynie z sumeryjskich źródeł pisanych – i zawiera jej najcenniejsze pozostałości materialne. Miasto stanowiło ośrodek łączący handel płodami rolnymi wyspy Al-Bahrajn z handlem morskim. Od III tysiąclecia p.n.e. do I tysiąclecia p.n.e. handlowano głównie z cywilizacją doliny Indusu i Mezopotamią, a w późniejszym okresie (od III do XVI wieku n.e.) również z Chinami i cywilizacjami zamieszkującymi basen Morza Śródziemnego. Jako centrum wymiany gospodarczej Kalat al-Bahrajn miało też duże znaczenie polityczne. Świadectwem przenikania się różnych wpływów kulturowych są monumentalne budowle obronne – pozostałości przybrzeżnej twierdzy z III wieku n.e. oraz XVI-wieczny fort na szczycie tellu, od którego pochodzi nazwa stanowiska archeologicznego.

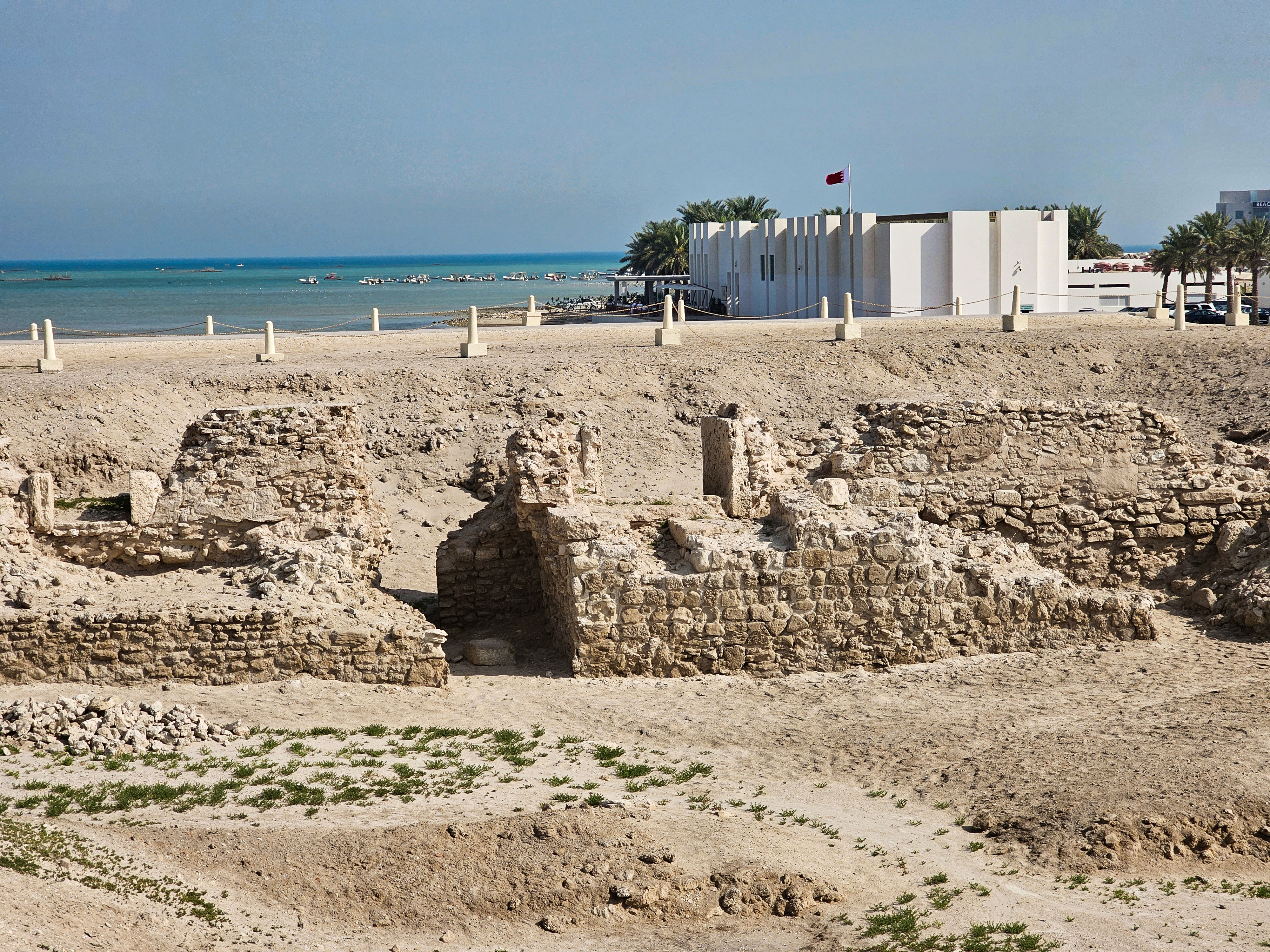
Pozostałości fortu znajdują się nad Zatoką Perską. Na drugim planie muzeum dla zwiedzających (2023)

Wykopaliska na obszarze Kalat al-Bahrajn prowadzone są od 1954 roku, kolejno przez zespoły duńskich, francuskich i bahrajńskich archeologów, a w ich wyniku odkryto kilka warstw stratygraficznych świadczących o zamieszkiwaniu tego terenu przez niemal 4500 lat. Odnaleziona na terenie dawnego miasta madbasa służąca do produkcji syropu daktylowego jest jedną z najstarszych na świecie i stanowi dowód ciągłości tradycyjnych praktyk rolniczych obejmujących uprawę gajów palm daktylowych od III wieku p.n.e.
Dobro wpisane na listę światowego dziedzictwa UNESCO znajduje się ok. 5,5 km na zachód od stolicy Bahrajnu, Manamy i obejmuje obszar o powierzchni 70,4 ha otoczony strefą buforową liczącą 1311,8 ha. W wyniku przeprowadzanych w latach 2008 i 2014 zmian granic wpisem objęte są ostatecznie cztery elementy: tell o powierzchni ok. 16 ha bezpośrednio przylegający do północnego wybrzeża wyspy, starożytna latarnia morska położona ok. 1600 m na północny zachód od tellu, morski kanał wiodący przez rafę w pobliżu latarni morskiej, a także rozciągające się wokół stanowiska archeologicznego gaje palmowe i ogrody.
Stanowisko jest prawnie chronione na mocy ustaw oraz dekretów królewskich. Dla utrzymania wizualnej integralności Kalat al-Bahrajn uchwalono plan zagospodarowania przestrzennego określający maksymalną wysokość budynków znajdujących się w jego pobliżu. Przy obiekcie utworzono muzeum dla zwiedzających, które zajmuje się również monitorowaniem stanowiska i zarządzaniem nim.

## Galeria

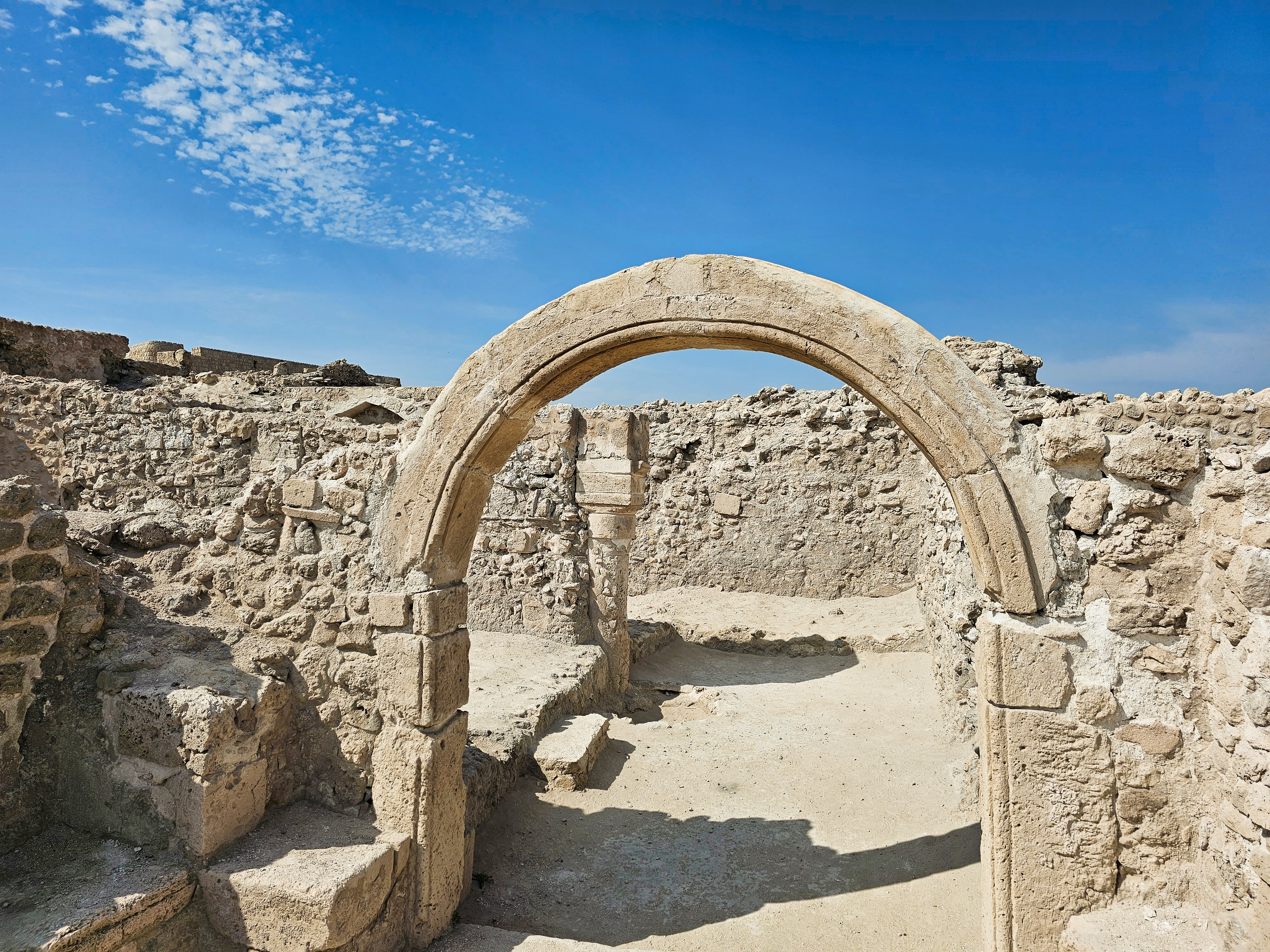
Brama prowadząca do fortu (2023)
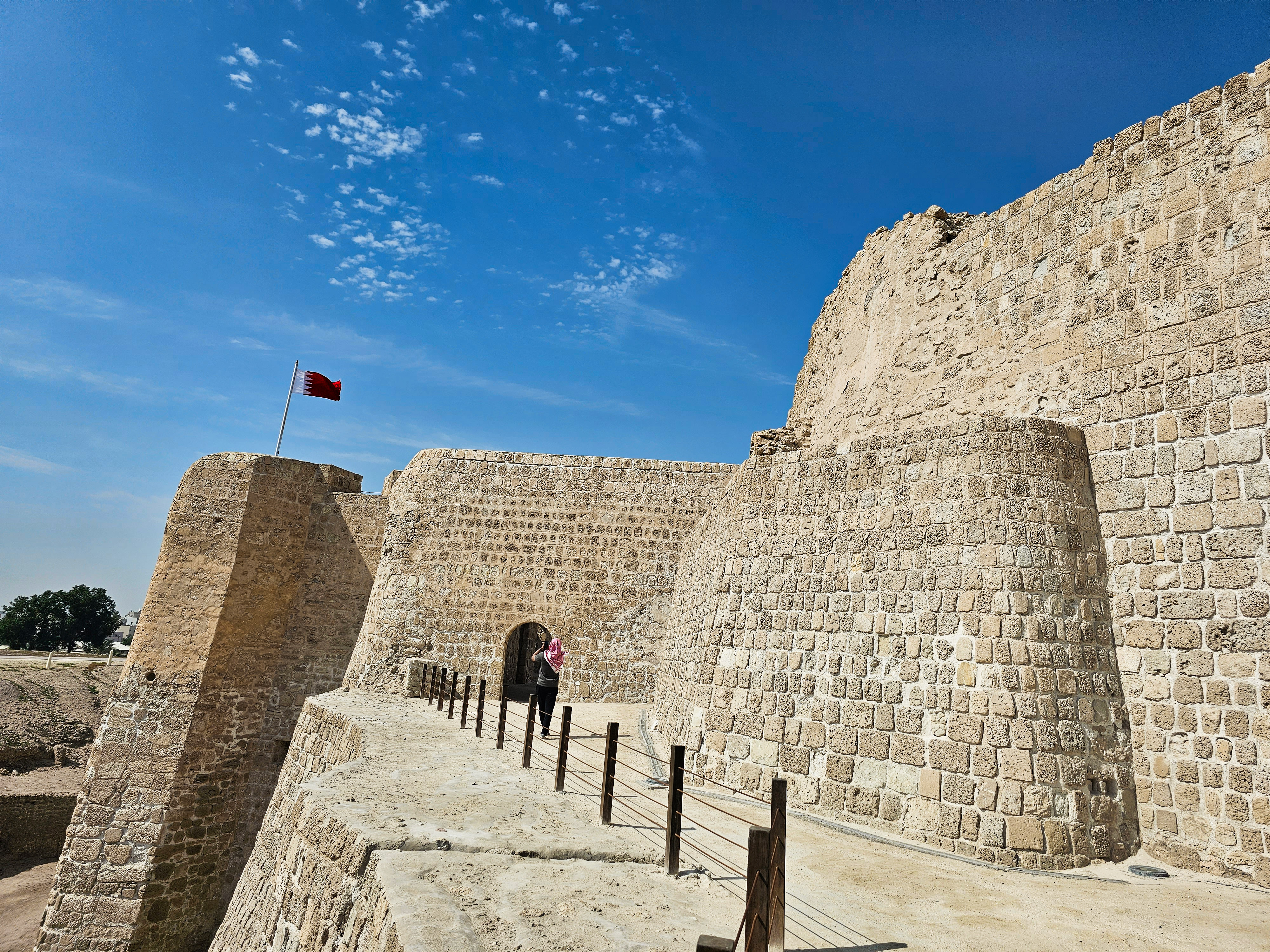
Mury Kalat al-Bahrajn (2023)
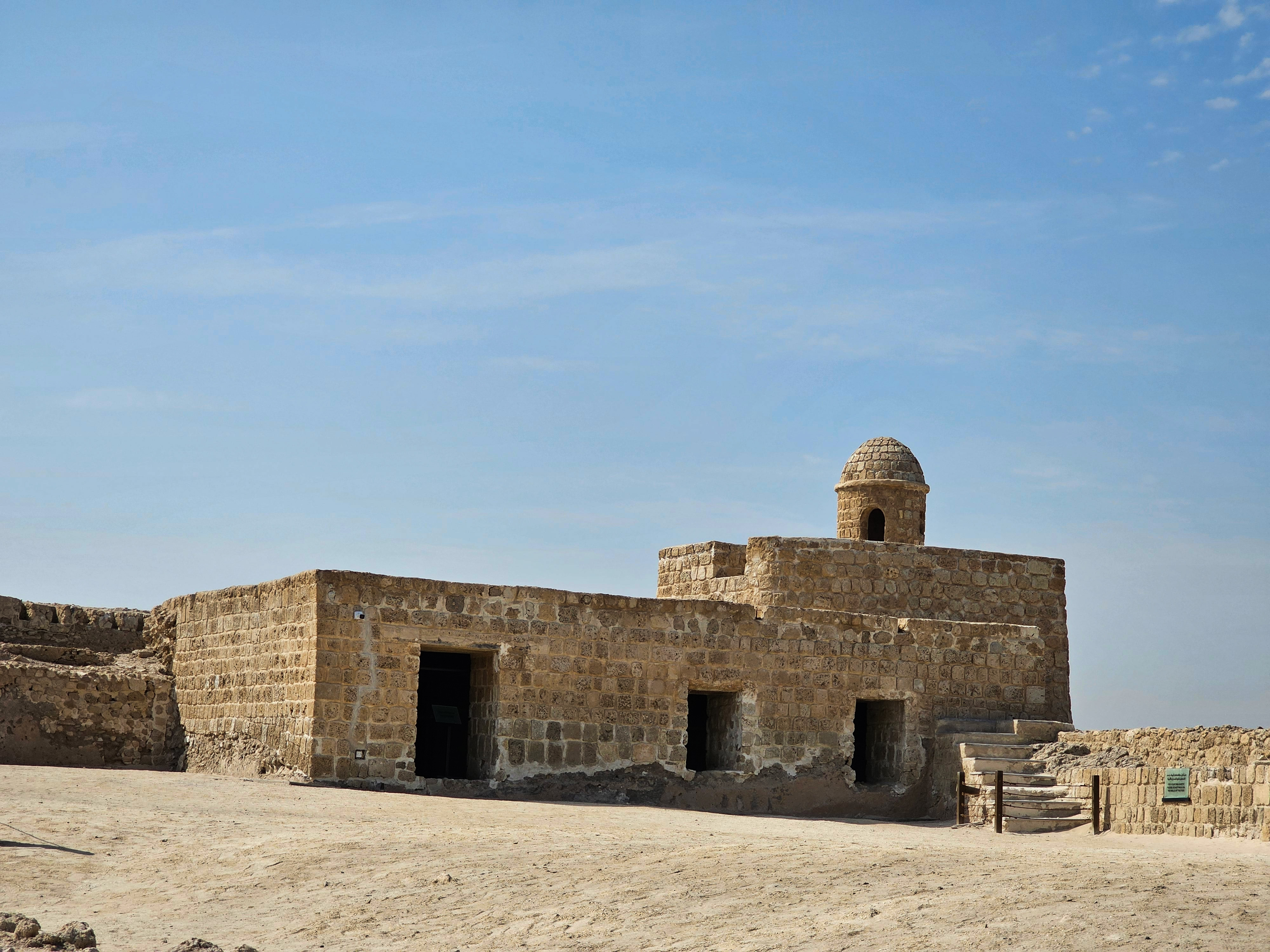
Jeden z budynków w obrębie murów twierdzy (2023)
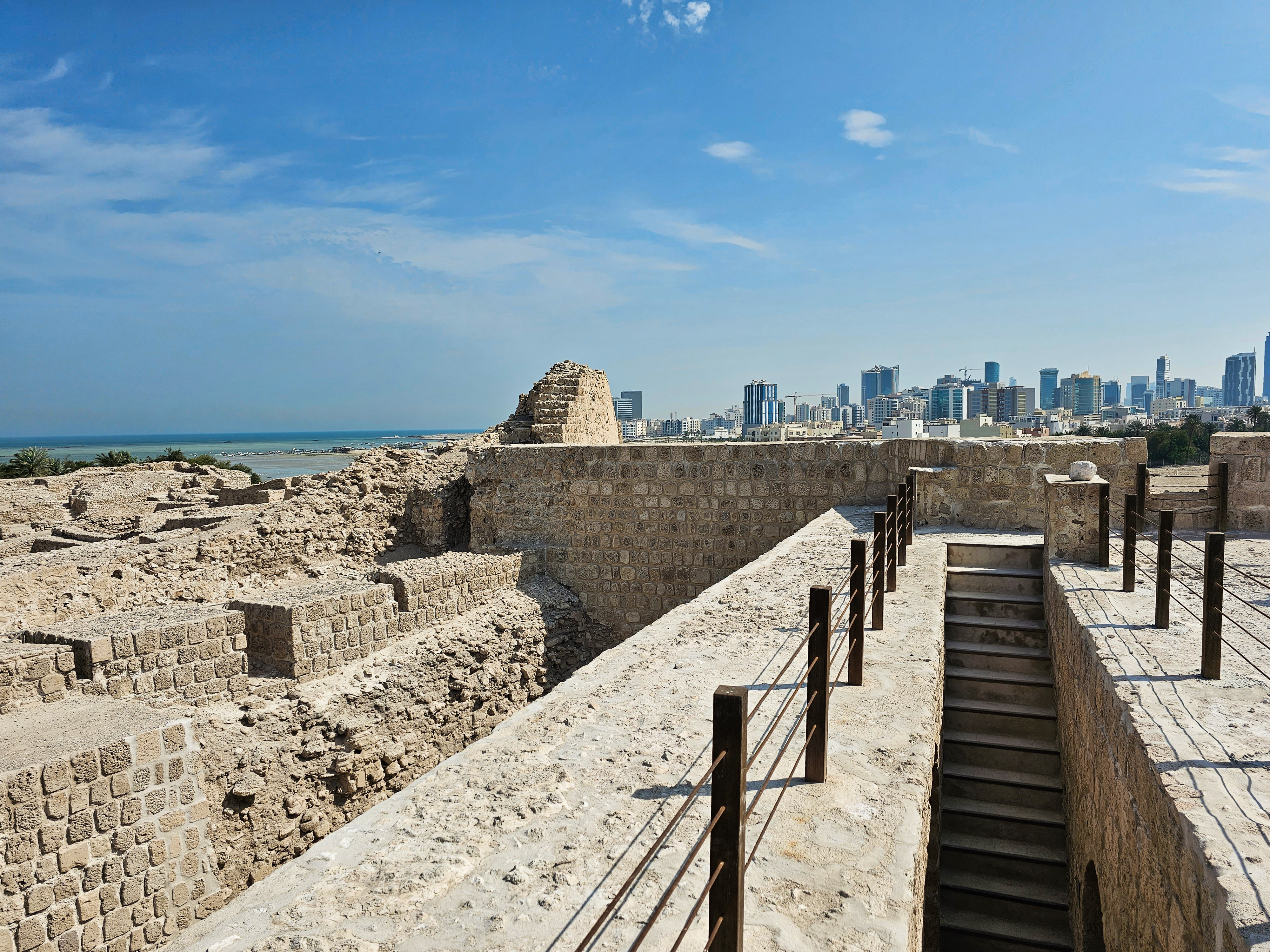
Kalat al-Bahrajn, w tle Zatoka Perska i zabudowania Manamy (2023)
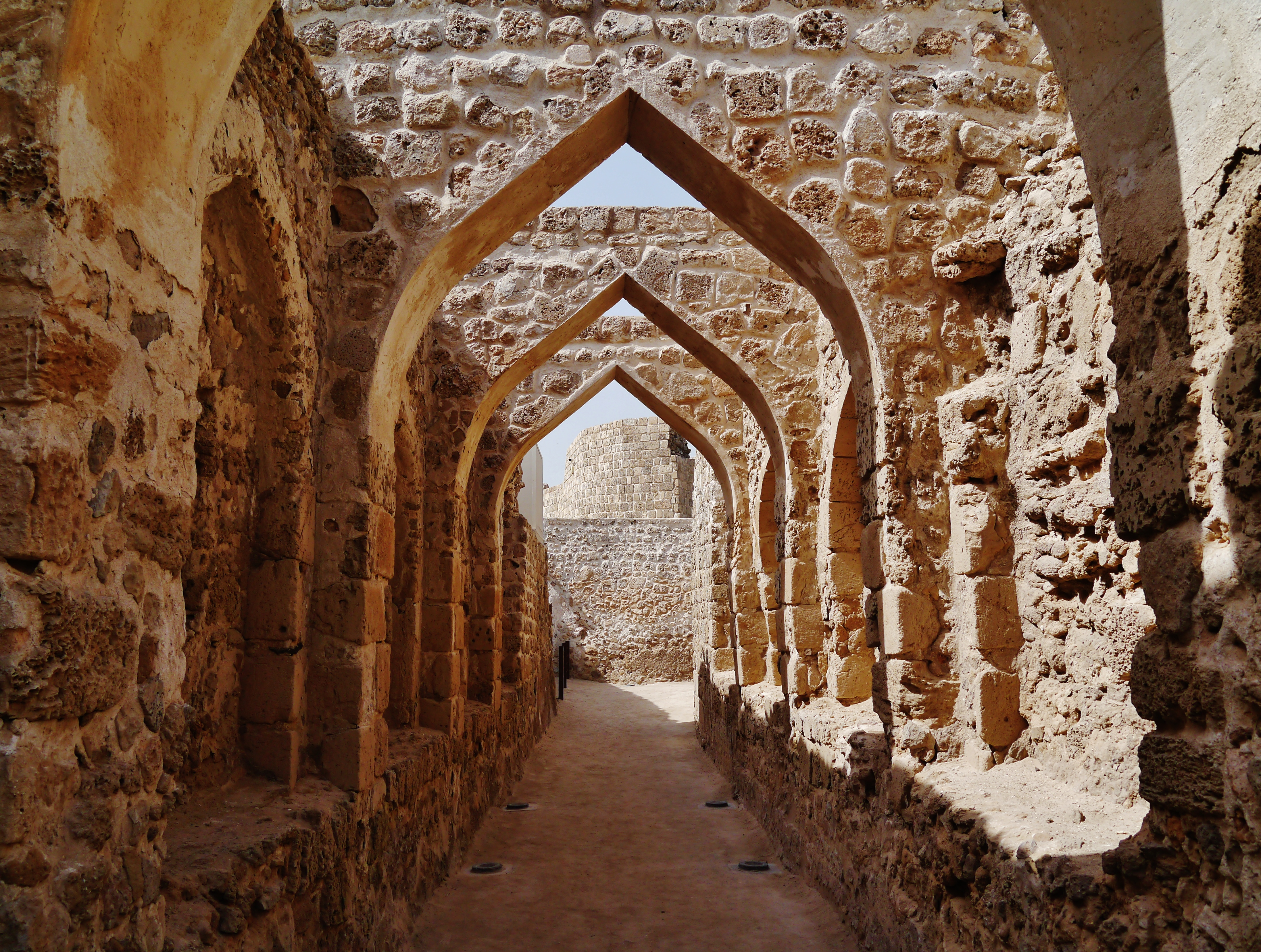
Dziedziniec w obrębie miasta (2020)
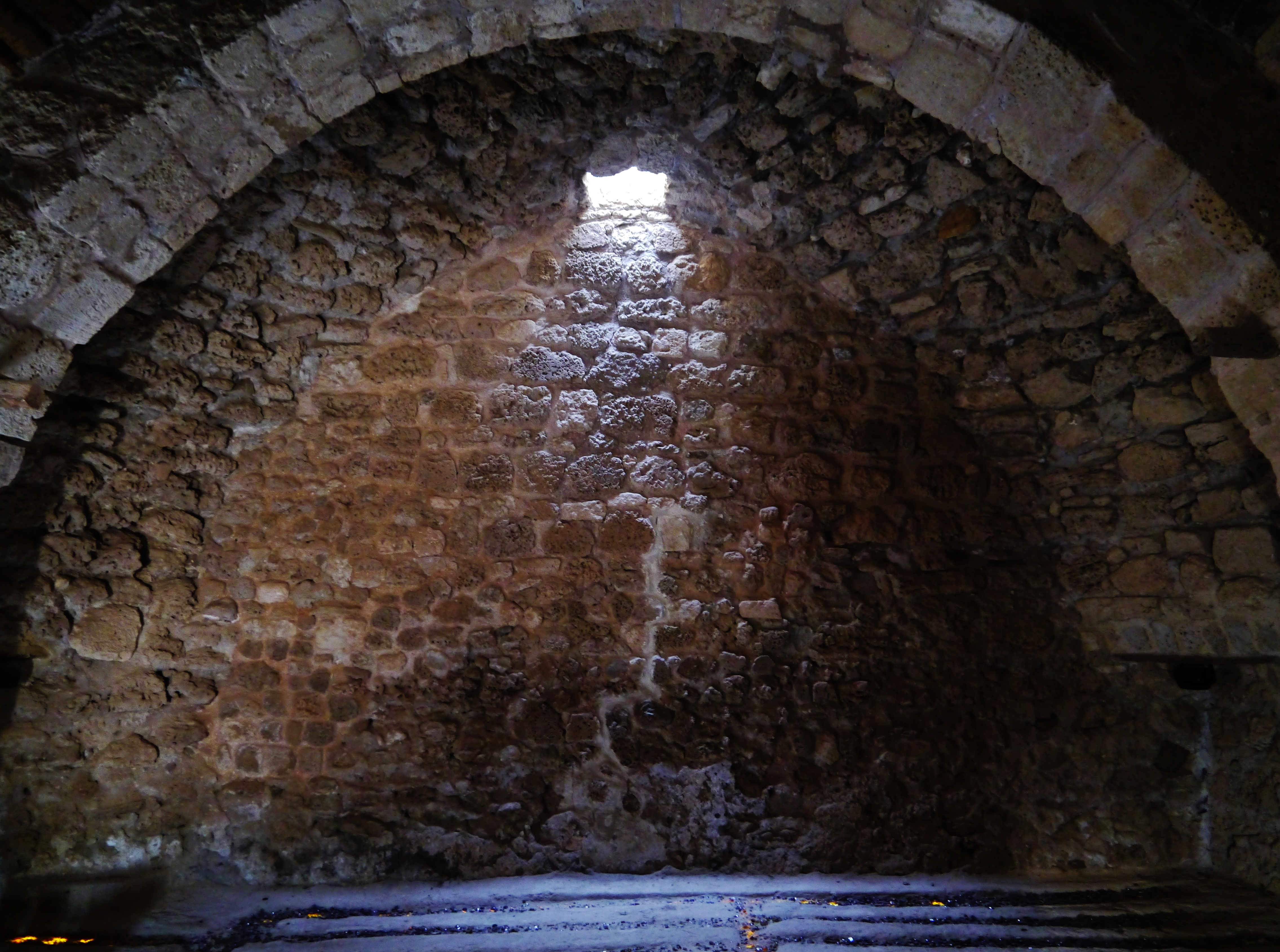
Wnętrze jednego z budynków (2020)